# Urostrophus chungarae
Urostrophus chungarae — вид ігуаноподібних ящірок родини Leiosauridae. Ендемік Болівії. Описаний у 2023 році.

## Поширення і екологія
Urostrophus chungarae відомі за типовим зразком, зібраним у Національному парку Тороторо, на висоті 2576 м над рівнем моря.